# Черкасский район (Саратовская область)
Черкасский райо́н — административно-территориальная единица в Саратовской области, существовавшая в 1928—1960 годах. Административный центр — с. Черкасское (Черкасы).

## История
Район образован 23 июля 1928 года в составе Вольского округа Нижне-Волжского края. В его состав вошла территория бывшей Черкасской волости Вольского уезда Саратовской губернии.
С 1934 года район в составе Саратовского края, с 1936 года - в Саратовской области.
19 мая 1960 года район был упразднён, его территория вошла в состав Вольского района.